# Melissa Elias
Melissa Marie Elias (Manitoba, 12 marzo 1982) è un'attrice canadese.

## Filmografia

### Cinema
- Tamara - Toccata dal fuoco (Tamara), regia di Jeremy Haft (2005)
- L'esorcismo di Molly Hartley (The Exorcism of Molly Hartley), regia di Steven R. Monroe (2015)

### Televisione
- Falcon Beach – serie TV (2005-2007)
- Unreal – serie TV (2015)
- Quel piccolo grande miracolo di Natale (Once Upon a Christmas Miracle), regia di Gary Yates – film TV (2018)
- Labirinto d'amore (Amazing Winter Romance), regia di Jason Bourque (2020)